# Templo de Júpiter Óptimo Máximo
El templo de Júpiter Óptimo Máximo, también conocido como templo de Júpiter Capitolino (en latín: Aedes Iovis Optimi Maximi Capitolini; en italiano: Tempio di Giove Ottimo Massimo), fue el templo más importante en la Antigua Roma y estaba localizado en la Colina Capitolina.
Estaba dedicado a Júpiter, junto a las otras dos integrantes de la Tríada Capitolina, Juno y Minerva. 

## Historia

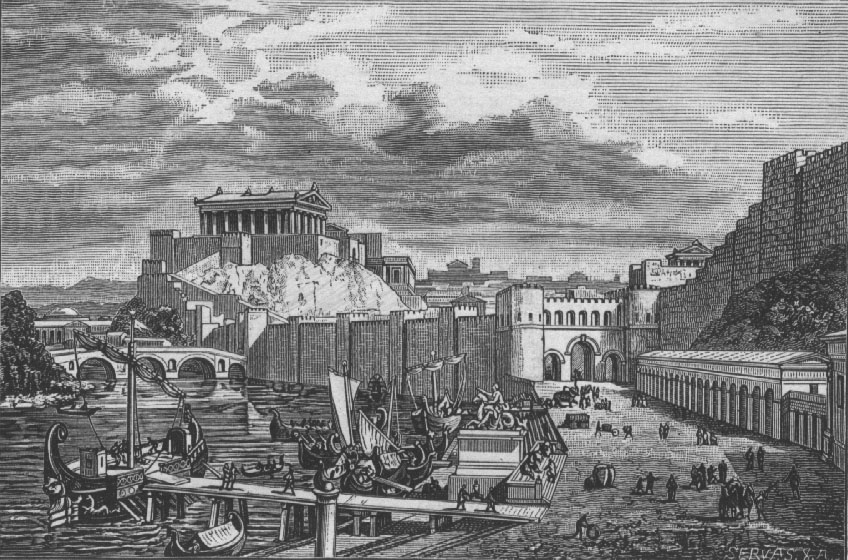
Colina Capitolina en la era republicana.

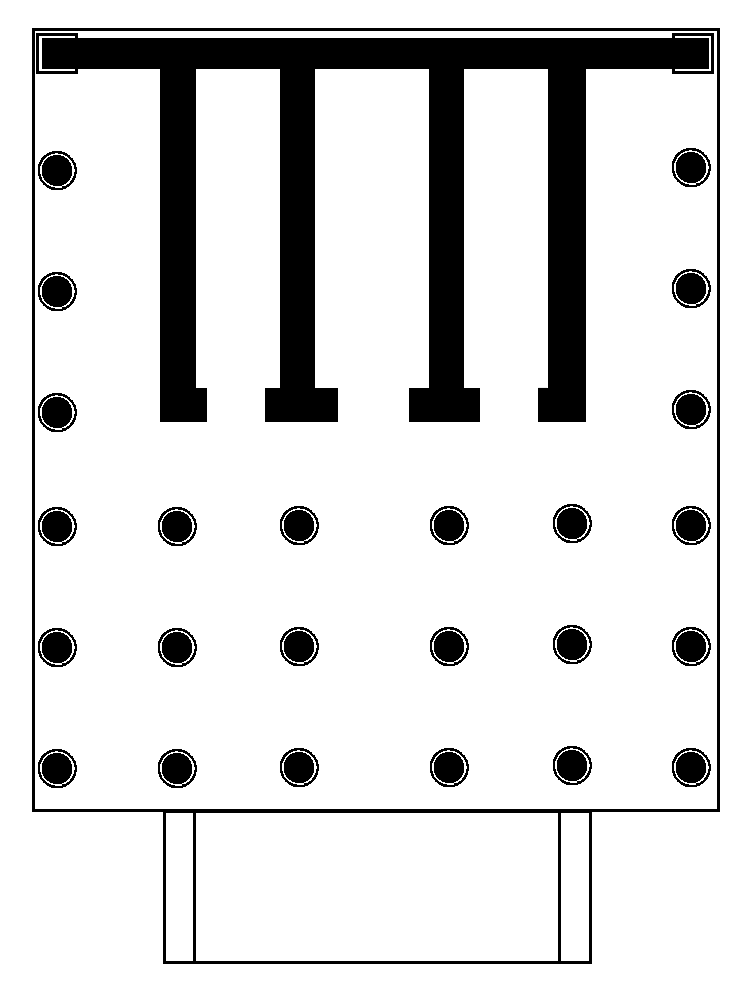
Planta.

Fue el centro del culto del estado romano y, según la tradición, fue construido para sustituir y marcar la supremacía sobre el santuario dedicado a Iuppiter Latiaris en los Mons Albanus, cerca de Alba Longa, con la intención de trasladar el centro de la liga latina a Roma. Al culto se logró que coincidieran hasta 47 pueblos, de los cuales, 30 eran latinos, reuniéndose todos, una vez al año, para practicar sacrificios rituales en común.
El Templo fue comenzado por Tarquinio Prisco y completado por el último rey de Roma, Tarquinio el Soberbio, aunque fue consagrado, según una tradición registrada por los historiadores, el 13 de septiembre de 509 a. C. por el cónsul Marco Horacio Pulvilo. Cada idus de septiembre, dies natalis del templo, en el lado derecho del altar, se fijaba un clavus annalis para señalar el número de años que transcurrían.
Tarquino Prisco, con el botín obtenido tras las conquistas de Corniculum y Apiolas, habría iniciado la construcción del templo de Júpiter Optimus Maximus sobre el Capitolio, reubicando a sus primitivos habitantes en el Aventino. Abarcaba dos santuarios ya existentes dedicados a Terminus e Iuventas.
Delante del templo terminaban las ceremonias triunfales con un sacrificio augural, utilizando un altar portátil. En su interior se guardaban, entre otros, los libros sibilinos y una ánfora estándar, el amphora capitolina, de modo que sirviese de patrón de medida.
El Flamen Dialis (sacerdote encargado del culto a Júpiter) celebraba allí el culto a Iovi Optimus Maximus: «Júpiter, el mejor y el más grande». De hecho, se distinguen varias formas del poder de Júpiter, principalmente el trueno y el relámpago, que en el caso del templo de Júpiter Capitolino, es el soberano de los dioses, el más grande de la Tríada Capitolina. Por esta razón, este templo fue siempre objeto de atención preferente del poder romano.

## Construcción

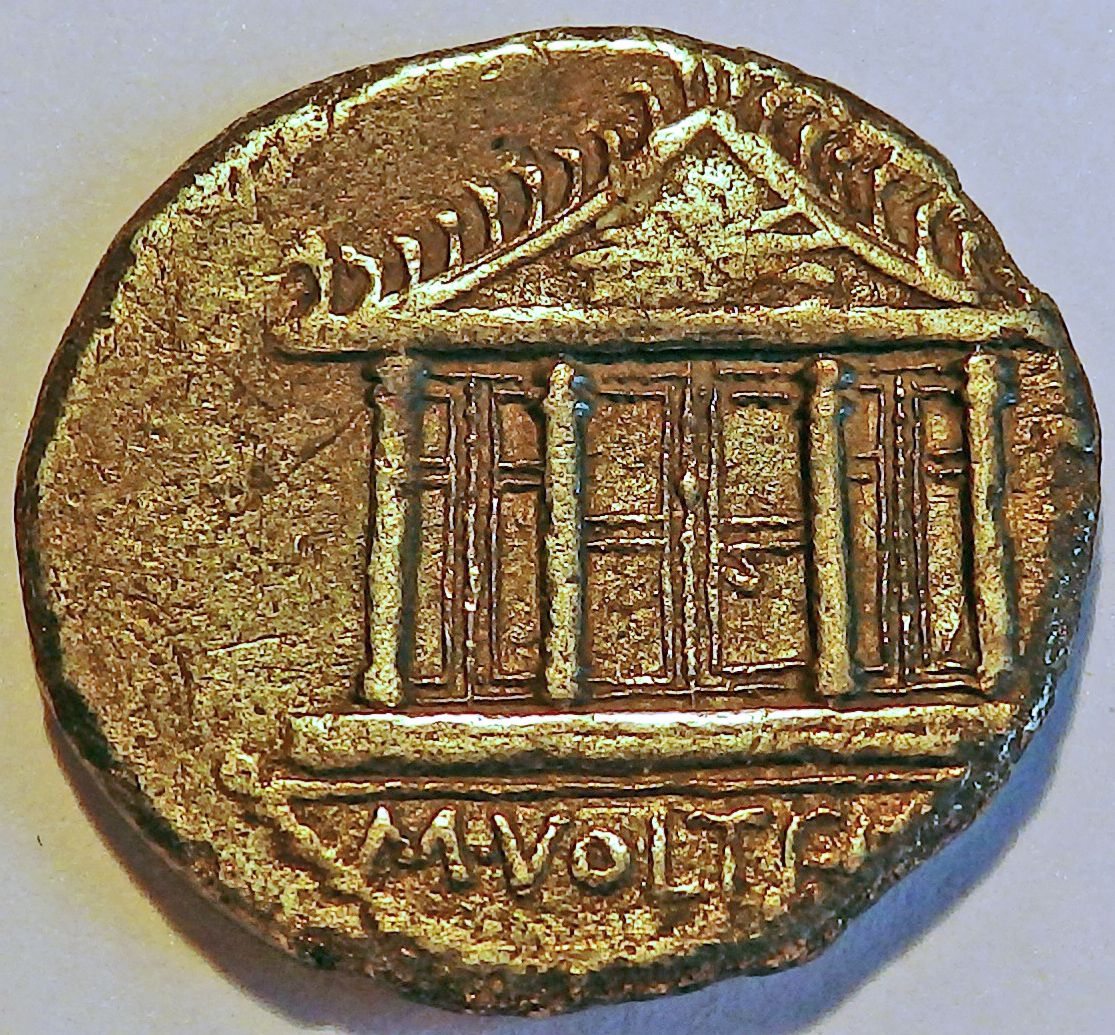
Moneda del 78 a. C., durante la construcción del segundo templo.

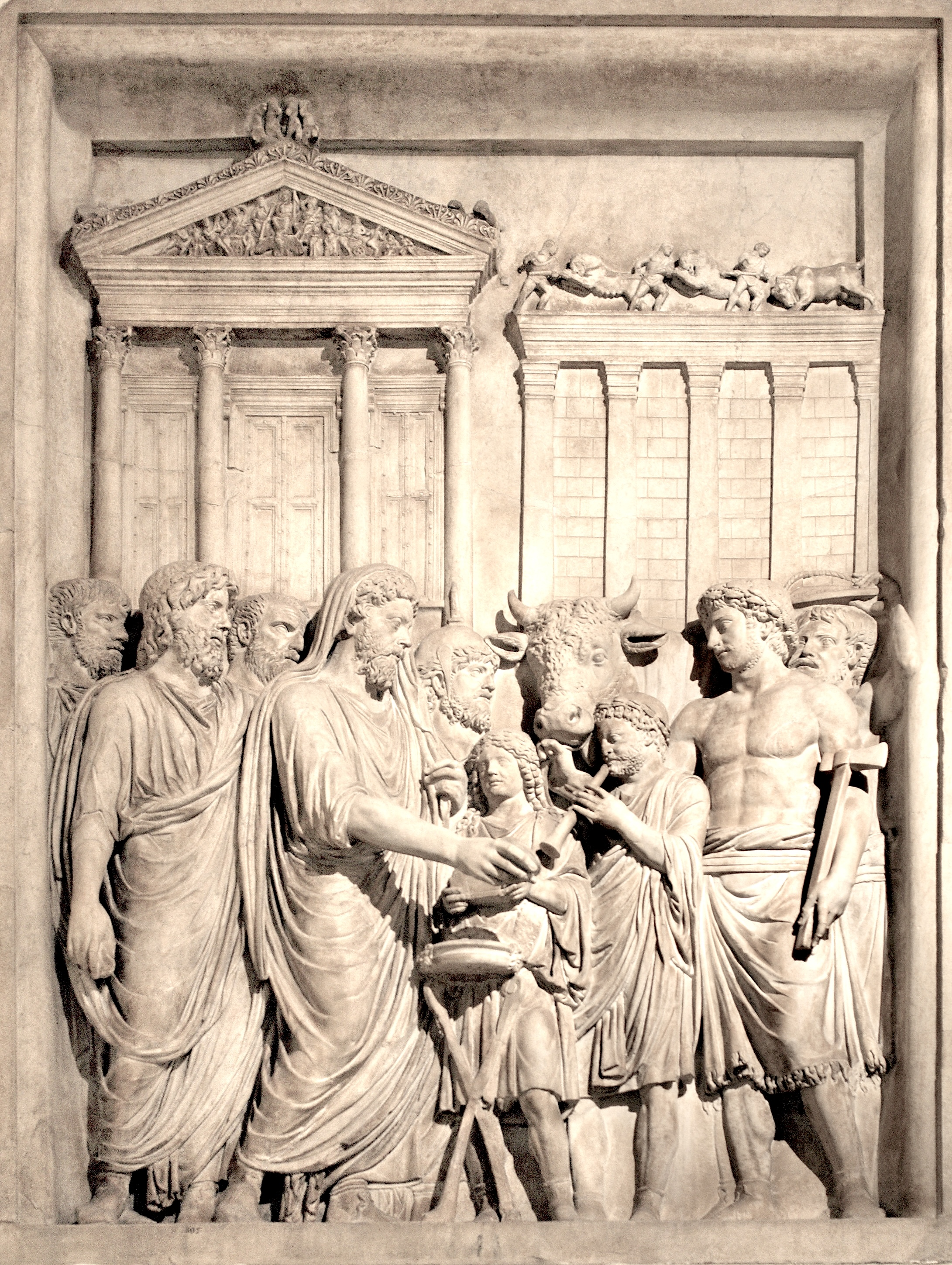
Escultura en relieve de Marco Aurelio, sacrificando en el cuarto templo.

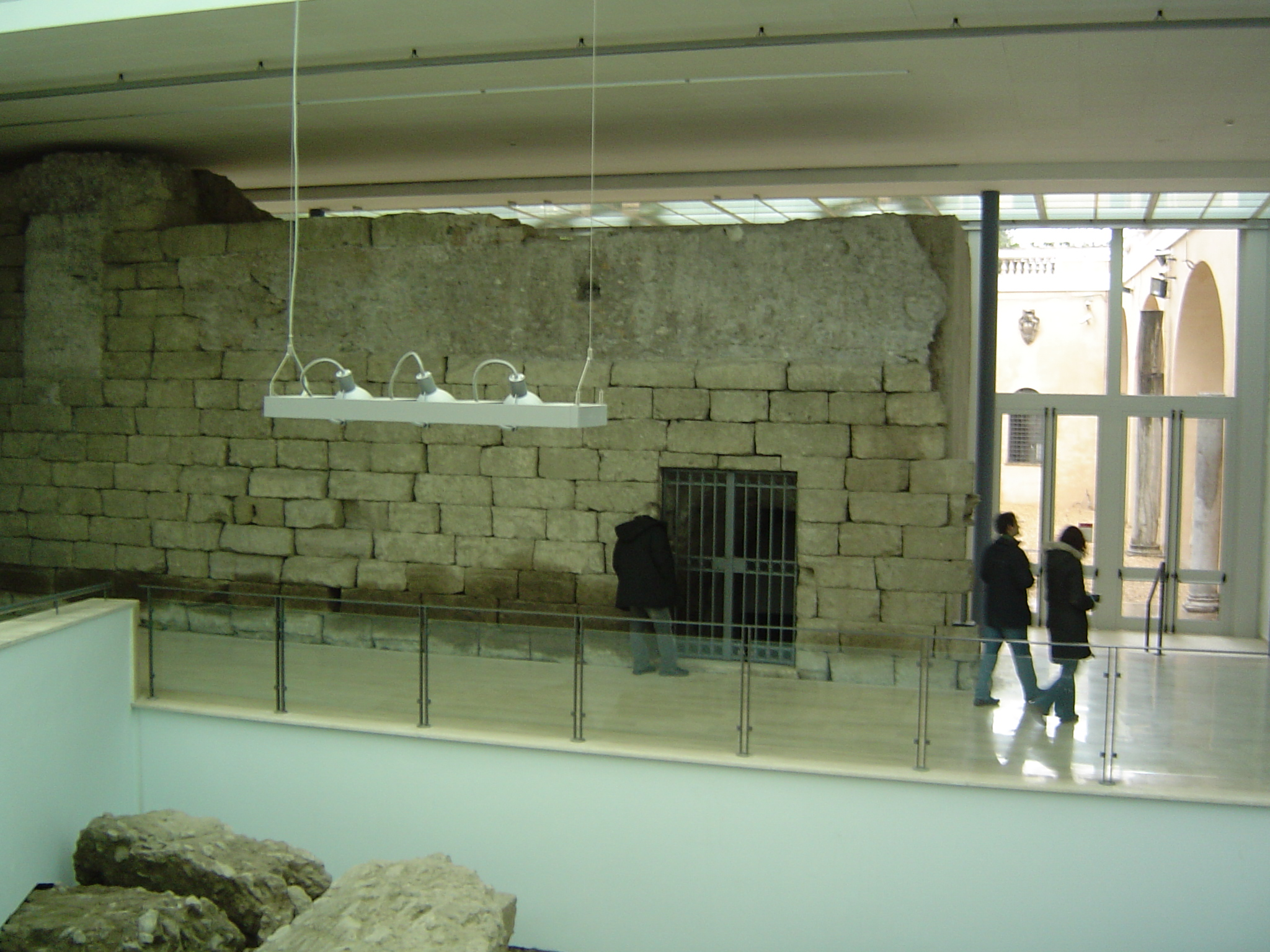
Colina Capitolina: Cimientos del templo.

Se erigía sobre un podium elevado con una escalinata de entrada en su frontal. En tres de sus lados tenía pórtico, pero no en la parte trasera. Tenía otras dos filas de pilares dispuestos en línea con las de la fachada para formar un profundo pronao que precedía las tres cellae que iban de lado a lado a la manera etrusca, siendo la central, frente a la escalinata, dedicada a Júpiter, más ancha que las otras dos, con el altar de Júpiter (ara Iovis). La de la izquierda estaba dedicada a Minerva y la de la derecha, a Juno.
Los restos conservados de los cimientos y el podium, la mayor parte de los cuales quedan debajo del Palazzo Caffarelli, están formados (opus quadratum) por enormes secciones paralelas de muros hechos de bloques cuadrados de tosca gris (cappellaccio) que dejan constancia del tamaño total de la zona superficial de la base del templo (unos 53×62 m).
Sobre el tejado, haciendo de acrótera, había una cuadriga de terracota pintada, hecha por el artista etrusco Vulca de Veyes en el siglo VI a. C. encargada por Tarquinio el Soberbio, que fue reemplazada en 296 a. C. por una de bronce, a expensas de los ediles romanos de ese año, los hermanos Ogulnios, quienes también rehicieron la loba capitolina en bronce para el Lupercal.
La imagen de culto, también obra de Vulca, era de terracota y se le pintaba la cara de rojo en los días festivos. Bajo las cellae estaban las favissae o pasajes subterráneos, en los que se almacenaban viejas estatuas que habían caído desde el tejado y varias ofrendas dedicadas.
El templo fue reconstruido en mármol por Sila, después de que un incendio lo destruyese por completo en 83 a. C., cuando la imagen de culto se perdió, así como los Libros Sibilinos guardados en un cofre de piedra. Sufrió otro incendio en 69 d. C., cuando el Capitolio fue asaltado por los partidarios de Vitelio.
La estatua de culto principal que fue destruida por el fuego, fue sustituida en 65 a. C., por una estatua crisoelefantina, obra de Apolonio de Atenas, que se piensa estuvo inspirada en el Zeus de Olimpia, y también probable autor del conocido Torso Belvedere, firmado como «Apolonio hijo de Néstor». Es muy probable que de esta estatua se hicieran varias réplicas que se enviaban a los municipios de las ciudades italianas colonizados por Roma. En este caso, la mejor copia sería la del Júpiter de Otricoli, ahora en los Museos Vaticanos
.
Como consecuencia de otros incendios, fue reconstruido en 26 a. C. por Augusto y en el año 75 por Vespasiano. Y después del incendio de 80, en 83, Domiciano lo revistió completamente en mármol, probablemente utilizando las columnas del templo de Zeus Olímpico de Atenas, que le salvaría de incendios posteriores.
Su demolición empezó en el siglo V, cuando Estilicón se llevó las puertas doradas y Narsés retiró muchas de las estatuas en 571.
En monedas y relieves históricos de la era imperial, el templo es representado como tetrástilo.
En la gran plaza frente al templo (la Plaza Capitolina) había varios templos dedicados a divinidades menores, además de otros edificios religiosos, estatuas y trofeos.

## Restos
En la actualidad, apenas se conservan tres ángulos y restos del muro de cimentación, en bloques de cappellaccio, hasta 19 filas, de la parte posterior del templo, que pueden contemplarse desde los jardines del Palazzo dei Conservatori y en el Nuevo Museo Capitolino.